# Antisociale gedragsstoornis
Een antisociale gedragsstoornis is een psychische aandoening die in het DSM-IV is ingedeeld bij de ontwikkelingsstoornissen. De aandoening wordt ook wel aangeduid met de Engels afkorting CD (conduct disorder). De gedragsstoornis komt voor bij ongeveer 2% van de kinderen, verhouding jongens, meisjes is 4 op 1. CD kan zich uiten in de kindertijd, maar ook in de adolescentie.
Kinderen met deze aandoening vertonen gedrag dat door hun omgeving als niet-acceptabel wordt beschouwd. Ze zijn bijvoorbeeld agressief (vechten, stelen, liegen, mishandeling, aanranding) of vertonen delinquent gedrag (stelen, brandstichten, vernielzucht, inbraak). Sommige kinderen zijn erg op zichzelf gericht en trekken niet veel met leeftijdsgenoten op. Andere kinderen zijn wel actief in groepsverband, maar vertonen daarin narcistisch gedrag: ze vinden dat voor hen andere regels gelden en hun contacten zijn erop gericht om er persoonlijk voordeel uit te putten. Verder hebben ze moeite hun relaties op de juiste manier in te schatten en hebben een verminderd inlevingsvermogen.
De oorzaak van de aandoening is niet altijd duidelijk, maar vaak bestaan er problemen tussen het kind en de ouders of geven de ouders het verkeerde voorbeeld. Ook is er vaak sprake van een lagere intelligentie en mindere prestaties op school. 
De oppositioneel-opstandige gedragsstoornis wordt gezien als een lichtere variant van de antisociale gedragsstoornis.
Een antisociale gedragsstoornis komt vaak voor in combinatie met of als gevolg van andere ziektebeelden, bijvoorbeeld ADHD, een reactieve hechtingsstoornis of een aandoening in het autistisch spectrum. 